# Fleuré (Orne)
Fleuré ist eine französische Gemeinde mit 205 Einwohnern (Stand: 1. Januar 2022) im Département Orne in der Region Normandie (vor 2016 Basse-Normandie). Sie gehört zum Arrondissement Argentan und zum Gemeindeverband Terres d’Argentan Interco. Die Einwohner werden Fleuréens und Fleuréennes genannt.
Die Gemeinde erhielt 2023 die Auszeichnung „Eine Blume“, die vom Conseil national des villes et villages fleuris (CNVVF) im Rahmen des jährlichen Wettbewerbs der blumengeschmückten Städte und Dörfer verliehen wird.

## Geografie

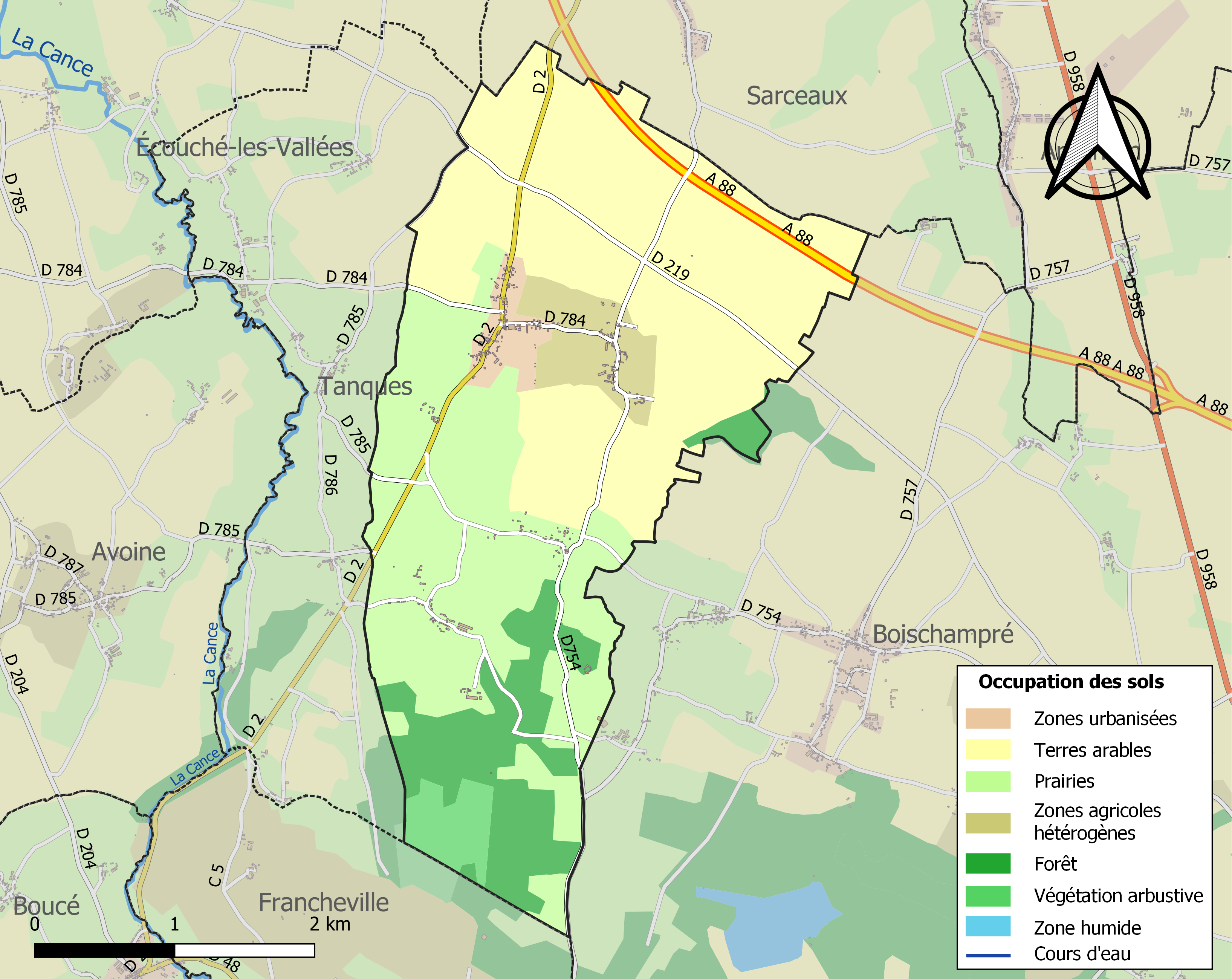
Bodennutzung und Infrastruktur der Gemeinde (2018)

Die Gemeinde Fleuré liegt etwa sieben Kilometer südsüdöstlich von Argentan und etwa 31 Kilometer nordnordwestlich von Alençon im Osten der Région naturelle Pays d’Houlme an der Grenze zum Regionalen Naturparks Normandie-Maine. Die Gemeinde wird vom Ruisseau des Marais de Fleuriel, dem Ruisseau de Bel Usse und von verschiedenen kleineren Bächen und Gräben entwässert. Das Zentrum von Fleuré liegt auf einer Höhe von etwa 165 m. Das Relief des Gebiets steigt bei einer isolierten Erhebung nordöstlich des Zentrums auf 186 m an, an der nordwestlichen Gemeindegrenze auf über 190 m, an der südlichen Gemeindegrenze auf maximal 265 m. Der Ort mit der niedrigsten Höhe der Gemeinde befindet sich mit 156 m beim Austritt des Ruisseau de Bel Usse aus dem Gemeindegebiet an der westlichen Gemeindegrenze.
Teile des Gebiets von Fleuré gehören zu den Natura 2000-Schutzgebieten „Haute vallée de l'Orne et affluents“ (FR2500099) und „Sites d’Écouves“ (FR2500100) sowie von zwei ZNIEFF-Naturzonen.
Rund 82 % der Fläche der Gemeinde werden landwirtschaftlich genutzt, rund 15 % sind bewaldet oder naturbelassen, insbesondere im Süden der Gemeinde, rund 3 % entfallen auf bebaute Flächen (Stand: 2018).
Umgeben wird Fleuré von den Nachbargemeinden Sarceaux im Norden, Boischampré mit Vrigny im Osten, Francheville im Süden, Tanques im Westen sowie Écouché-les-Vallées im Nordwesten.

## Bevölkerungsentwicklung
| Jahr                       | 1962 | 1968 | 1975 | 1982 | 1990 | 1999 | 2011 | 2021 |
| -------------------------- | ---- | ---- | ---- | ---- | ---- | ---- | ---- | ---- |
| Einwohner                  | 201  | 195  | 211  | 209  | 234  | 234  | 241  | 202  |
| Quellen: Cassini und INSEE |      |      |      |      |      |      |      |      |

## Sehenswürdigkeiten
- Kirche Notre-Dame aus dem 18. Jahrhundert
- Schloss La Mare aus dem frühen 19. Jahrhundert

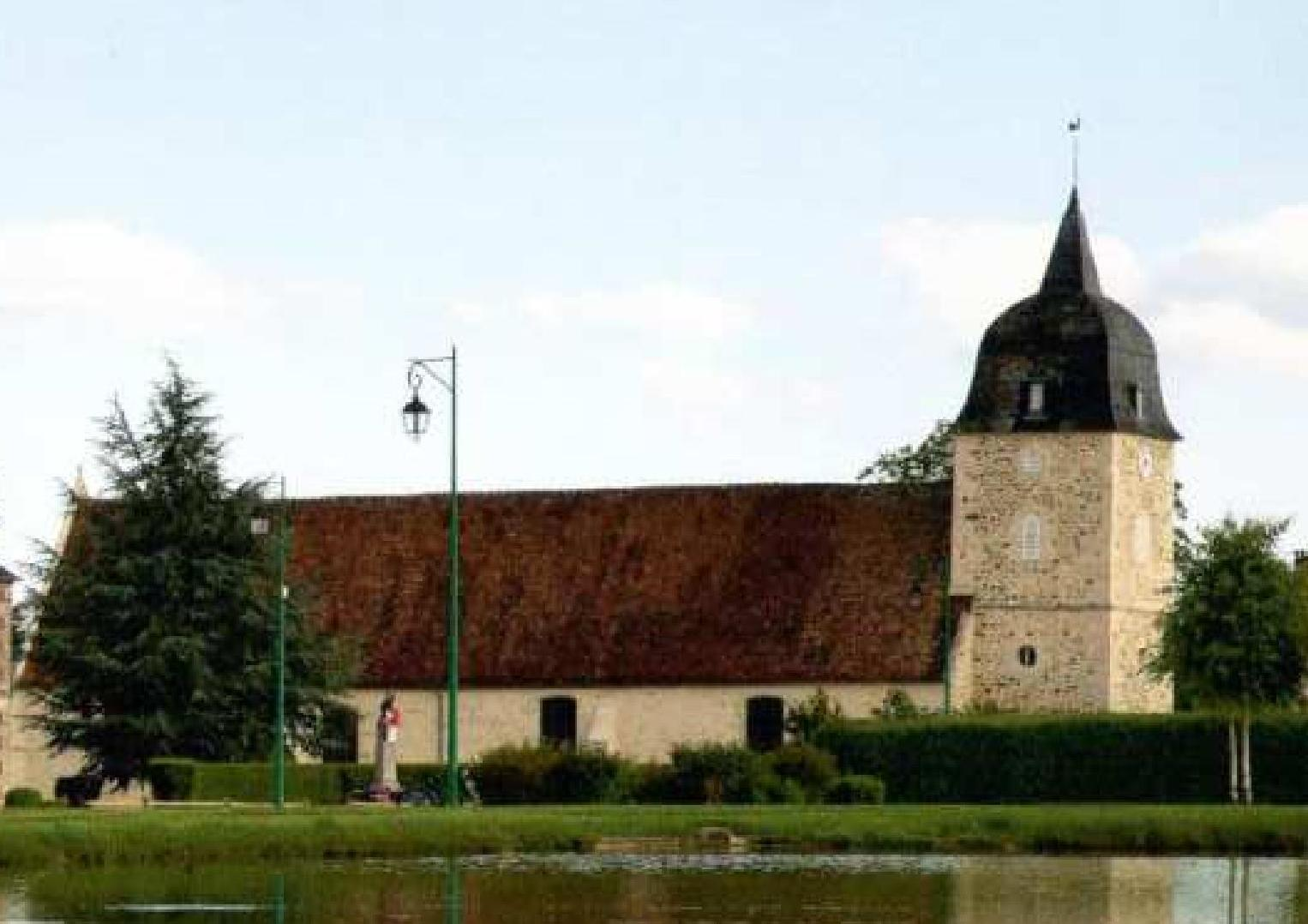
Rathaus und Kirche Notre-Dame
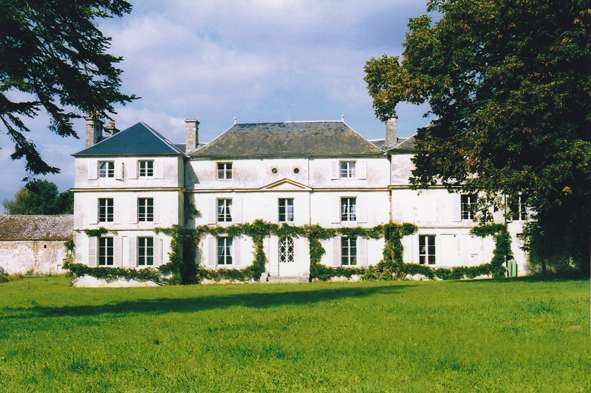
Schloss La Mare
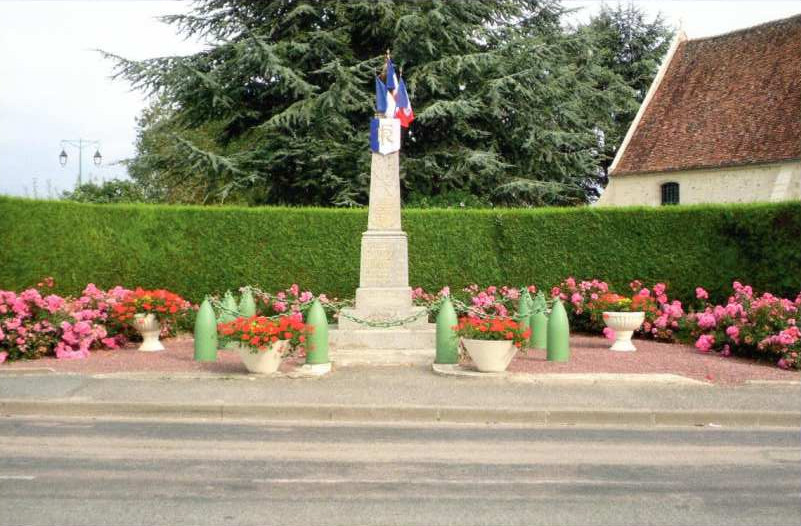
Gefallenendenkmal

## Verkehr
Die Autoroute A88 von Falaise nach Sées durchquert den äußersten Norden des Gemeindegebiets von West nach Ost ohne Anschlussstelle. Die Departementsstraße D 2 führt im Norden nach Sarceaux, im Süden nach Carrouges. Außerdem verbinden nachgeordnete Departementsstraßen und lokale Landstraßen das Zentrum mit den Weilern der Gemeinde und den Nachbargemeinden.